# Charles de France (1386)
Pour les articles homonymes, voir Charles de France.
Titre
Dauphin de Viennois
25 septembre 1386 – 28 décembre 1386
(3 mois et 3 jours)
Charles de France, dauphin de Viennois, né le 25 septembre 1386 à Vincennes et mort le 28 décembre 1386 dans cette même ville, est le fils aîné du roi Charles VI de France et d'Isabeau de Bavière.

## Biographie
Charles est le tout premier enfant de Charles VI de France et de son épouse Isabeau de Bavière. Il voit le jour le 25 septembre 1386 au château de Vincennes. Il est prénommé en hommage à son père lors de son baptême, célébré le 17 octobre suivant par Guillaume de Lestrange, archevêque de Rouen. Titré dauphin de Viennois dès sa naissance, Charles est appelé à succéder à son père sur le trône après sa mort. 
Toutefois, le dauphin Charles ne montera jamais sur le trône de France, puisqu'il meurt prématurément le 28 décembre 1386 à Vincennes, à l'âge de trois mois. Après sa mort, son corps est acheminé vers la basilique Saint-Denis, où il est inhumé en la nécropole royale dès le lendemain. Sa mort peine profondément Isabeau de Bavière, qui donne naissance à trois filles avant d'avoir à nouveau un fils en 1392, prénommé Charles.